# Projevy radosti
Projevy radosti jsou křesťanská hudební skupina z Ústí nad Labem, svoji produkci označují jako psycho core (jádro duše). V roce 2002 se vyvinula ze svého předchůdce, skupiny Manasses. Za její vůdčí osobnost je považován architekt Matěj Páral (*1976), zpěvák, textař a vyluzovač zvuků, ale za svou skutečnou vůdčí osobu skupina považuje Krista. Filozofií tvorby jsou kontroverzní témata ve vztahu člověka k Bohu resp. Boha k člověku. Svůj názor na tvorbu textů křesťanských písní vyjádřili v manifestu z roku 2001.

## 1993 - 2001Manasses
Uskupení bylo založeno na přelomu let 1992 a 1993, své kořeny má v ústeckém sboru Církve bratrské. Ve své době se jednalo o jeden z prvních křesťanských rockových souborů na čs. scéně. V roce 1993 vznikla jeho jediná CD/MC nahrávka "Na druhý břeh". Po roce 1996 již kapela Manasses fungovala pouze sporadicky a přirozeně spěla k zásadnímu přerodu v podobě vzniku Projevů radosti. Inspirací pro nový název se stala polemika o depresivnosti nové tvorby skupiny. 
Sestava Manasses: David Granát (zpěv), Jan Hábl (basa), Matěj Páral (sólová kytara), Radek Bělovský (bicí), František Kozmon (kytara, zpěv), Filip Hušek (klávesy)

## od r. 2002Projevy radosti
Základem tvorby nově vzniklého uskupení byly některé pozdní skladby Manasses a minimalistické písně složené speciálně pro večer MINIMÁLNÍ HUDBY, který proběhl v roce 1998 v sále CB UL.
Později se tvorba vytříbila a vznikly nové písně. Živá produkce je ustálená a od vydání alba "Již a ještě ne" (2009) se prakticky nijak nevyvíjí. Projevy radosti vystupují i ve verzi "hlasové" nebo "elektroakustické". Odehrány byly desítky koncertů v ČR a SRN.
Současná sestava P.R.: Matěj Páral (zpěv,hluky), Martin Kopecký (kytara), Jonatan Kaleta (bicí), Martin Vacek (basa) ... externí členové: Radek Bělovský (zpěv, elektro), Rafał Marciniak (hluková kytara)

## 2017 - 2020pauza
Po nepříliš vydařeném koncertě v Brně dne 4.3.2017, se členové uskupení domluvili na nutné dočasné pauze v činnosti. Návrat je chystán v podobě nové tvorby, ve čtvrttónovém hávu.

## 2020 -???
5.9.2020 Projevy radosti po 42 měsících opět veřejné vystoupily, v Brné u Ústí nad Labem.
Na rok 2022 se pozvolna připravuje nový materiál k dvacátému výročí založení bandu. Kapela nehraje, ale žije.

## Lidé
Skupinou prošla řada osob, ať už jako stálí členové či příležitostní hráči. Stálé sestavy v tabulce níže.

| rok        | stálá sestava |
| ---------- | --- |
| 1992-93    | David Granát (zpěv), Jan Hábl (basa), Radek Bělovský (bicí), Matěj Páral (sólová kytara), Filip Hušek (klávesy), František Kozmon (kytara, zpěv) |
| 1994-96    | Miroslav Balej (zpěv), Jan Hábl (basa), Matěj Páral (kytara), Radek Bělovský (bicí)                                                              |
| 1997-01    | Matěj Páral (zpěv, kytara), Jan Hábl (bicí), Radek Bělovský (klávesy), Daniel Priban (basa)                                                      |
| 2002       | Matěj Páral (zpěv, kytara), Daniel Priban (basa), Jonatan Kaleta (bicí)                                                                          |
| 2002-03    | Matěj Páral (zpěv), Daniel Priban (basa), Jonatan Kaleta (bicí), Martin Kopecký (kytara)                                                         |
| 2003-04    | Matěj Páral (zpěv, basa), Martin Kopecký (kytara), Jonatan Kaleta (bicí)                                                                         |
| 2004-06    | Matěj Páral (zpěv, hluky), Martin Kopecký (kytara), Jonatan Kaleta (bicí), Michal Samiec (basa)                                                  |
| 2006-08    | Matěj Páral (zpěv, hluky), Rudolf Werner (zpěv), Martin Kopecký (kytara), Jonatan Kaleta (bicí), Michal Samiec (basa)                            |
| 2008-dosud | Matěj Páral (zpěv, hluky), Martin Kopecký (kytara), Jonatan Kaleta (bicí), Martin Vacek (basa)                                                   |

## Nahrávky
| rok  | název                  | studio              |
| ---- | ---------------------- | ------------------- |
| 1993 | Na druhý břeh          | Bevox, Praha        |
| 2004 | Štědrovečerní traumata | Monty, Praha        |
| 2009 | Již a ještě ne         | Bellatrix, Čtyřkoly |